# Артур Барклі
Артур Барклі (англ. Arthur Barclay; 31 липня 1854, Бриджтаун, Барбадос — 10 липня 1938, Монровія, Ліберія) — ліберійський державний діяч, президент Ліберії (1904-1912).

## Біографія
Барклай народився в багатодітній родині на Барбадосі, був десятим з дванадцяти дітей Ентоні і Сари Барклі. Його першим вчителем була його старша сестра Антуанетта Барклі. Пізніше вступив на підготовче відділення ліберійського коледжу під керівництвом Ентоні Т.Фергюсона. Після завершення запропонованого курсу вступив до університетського факультету, після закінчення якого в 1873 р. отримав ступінь бакалавра мистецтв.
У 1874 р. призначений особистим секретарем президента Джозефа Дженкінса Робертса.
У 1877 році призначений директором підготовчого відділу ліберійського коледжу, в період канікул він служив у якості головного секретаря Палати представників. Пізніше він працював у зазначеній установі: професор, член Опікунської ради, а іноді і виконуючим обов'язки президента.
У 1877 р.він увійшов до складу колегії адвокатів округу Монтсеррадо і після трьох років юридичної практики в 1880 р. отримав звання радника Верховного Суду. У 1883 р. призначений суддею в окрузі Монтсеррадо, з 1885 по 1890 р. займав пост суб-скарбника округу Монтсеррадо.
У 1892-1902 рр. — мер Монровії.
У 1892 р. займав пост генерального поштмейстера, в тому ж році нетривалий час виконував обов'язки міністра закордонних справ країни. У 1896-1903 рр. — міністр фінансів. 
У 1904-1912 рр. — президент Ліберії. У цей період крім триваючих внутрішніх хвилювань, країна зіткнулася з серйозною економічною кризою і величезною заборгованістю перед європейськими кредиторами. Умови погіршилися, оскільки вартість імпорту була набагато вищою, ніж дохід від експорту кави, рису, пальмової олії, цукрової тростини та деревини. Ліберія відчайдушно намагалася модернізувати свою сільськогосподарську економіку. У 1907 р. він особисто очолив місію з врегулювання прикордонних суперечок з урядами Великої Британії та Франції. У той же період створені Ліберійські прикордонні сили, які згодом були перетворені в Ліберійські збройні сили.
Після відходу з поста глави держави обіймав посади державного секретаря, міністра фінансів, міністра внутрішніх справ і оборони.
У 1914-1917 рр. був президентом ліберійського коледжу.
Також перебував у декількох дипломатичних місіях:
- 1893 р. — направлений в якості комісара на Всесвітній ярмарок у Чикаго, штат Іллінойс, США,
- 1897 р. — направлений до Лондона, щоб досягти домовленостей з Радою власників іноземних облігацій про погашення позики 1870 р., укладеної за контрактом з Адміністрацією президента Едварда Джеймса Роя,
- 1901 р. — з головним суддею З.Б. Робертсом і сенатором А.Б. Кінгом брав участь у дипломатичних місіях в Англії та Франції.

Був батьком Ентоні Барклая, який працював у Верховному суді Ліберії, і дядьком 18-го президента Едвіна Барклі.